# Unió Democràtica del País Valencià
Unió Democràtica del País Valencià (UDPV) fou un partit polític valencià, d'ideologia democratacristiana i nacionalista valencià, fundat el 2 de juny de 1965, però actiu entre 1962 i 1977.
En 1996 va refundar-se en forma d'associació, amb el nom Unió Democràtica del Poble Valencià, definint-se com a associació inspirada en el personalisme comunitari, que té per objecte impulsar iniciatives i realitzar activitats que servisquen per a transformar la vida cultural, cívica i política del País Valencià.

## Història

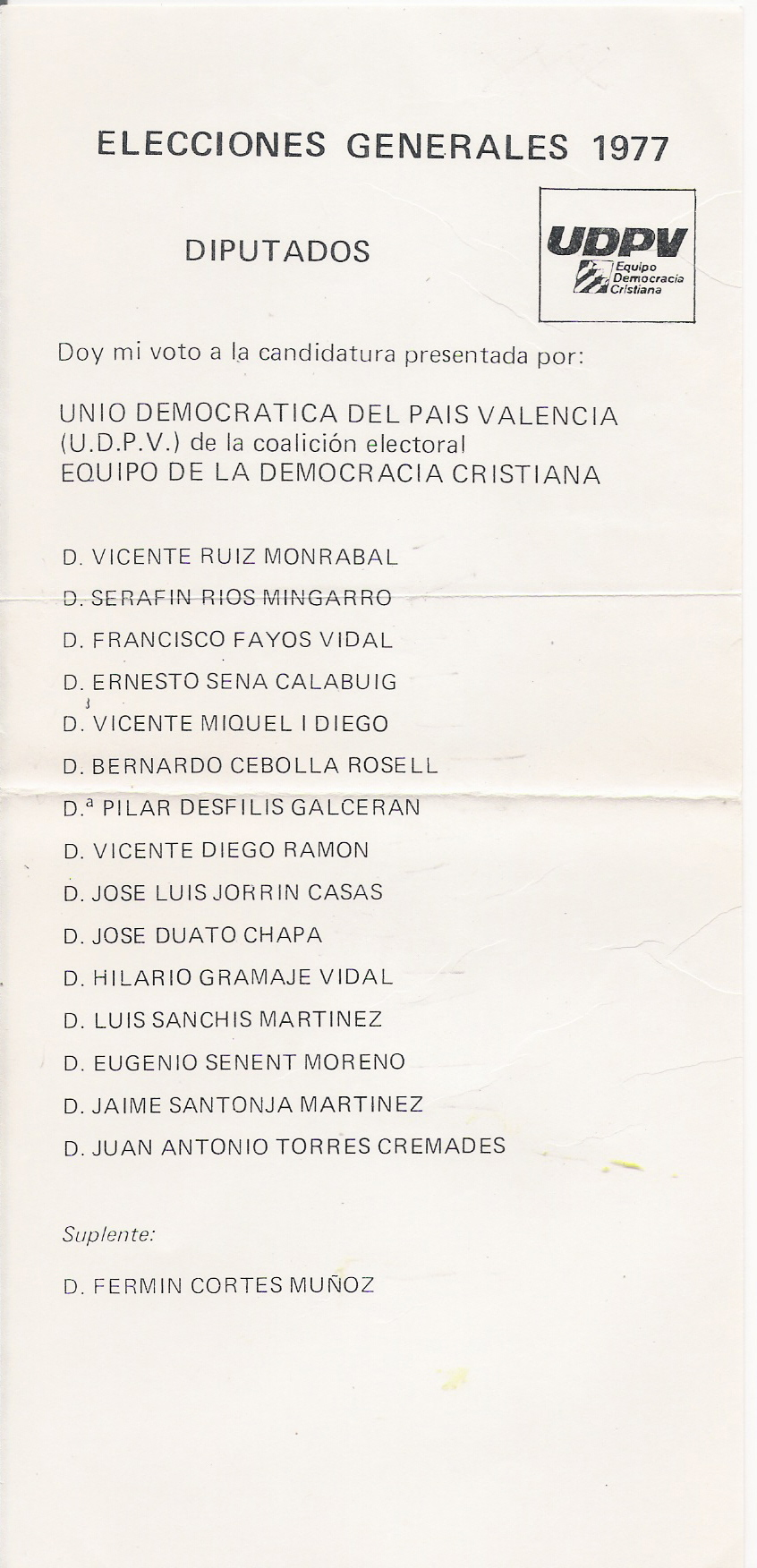
Papereta d'UDPV al Congrés por la província de València, per a les eleccions de 1977.

Fou creat en la clandestinitat, amb el nom d'Unió Democràtica del Poble Valencià, el 2 de juny de 1965, a l'Ateneu Mercantil de València, arran dels contactes que van tenir a la Universitat de València membres de plataformes valencianistes diverses aplegats a l'Aula Ausiàs March com Vicent Miquel i Diego, Rafael Ninyoles i Monllor, Josep Raga, Lluís Alpera, Ernest Sena i Màrius Viadel, la majoria d'ells d'orientació democristiana. En els seus inicis tenia uns 50 militants, que va anar ampliant posteriorment amb la incorporació en 1972 de dirigents destacats de la Joventut Agrícola i Rural Catòlica, com ara Vicent Ruiz Monrabal, Francesc Fayos, Vicent Miquel i Diego o Empar Escrivà. El 17 de setembre de 1974 s'incorporà al partit un nucli d'antics membres de la Dreta Regional Valenciana (com Joaquim Maldonado i Almenar, Josep Duato i Chapa, Vicent Andreu i Andreu Escrivà). Destacats membres d'Acció Nacionalista Valenciana com Robert Moròder, Antoni Senent Micó o Francesc Soriano Bueso, també col·laboraren en diferents etapes amb el partit.
Després del I Congrés fundacional de juny de 1965, en el que s'aprovà la "Declaració de principis de la Unió Democràtica del Poble Valencià", UDPV assistí a les Primeres Jornades de l'Equip Democratacristià de l'Estat Espanyol (EDCEE) celebrades en 1966 a l'abadia de Montserrat. El 16 d'abril de 1967 signà un pacte de col·laboració amb Unió Democràtica de Catalunya. En col·laboració amb militants comunistes, participà en la campanya contra el referèndum franquista de 1968. També va mantenir alguns contactes amb el Partit Socialista Valencià. En la dècada dels seixanta feien servir com a butlletí intern la revista Al Vent, publicada sota l'empara de la diòcesi de Sogorb-Castelló, que publicà desset números entre 1964 i 1968.
El 1974 celebrà el seu II Congrés, i el 1976 el III. Cap a la fi del franquisme, la UDPV formà part de les diferents agrupacions antifranquistes valencianes com la Taula Democràtica del País Valencià, del Consell Democràtic del País Valencià (1974) i, més tard, de la Taula de Forces Polítiques i Sindicals del País Valencià.
Gràcies al suport de la Democràcia Cristiana europea i al perfil socioeconòmic dels seus militants, el partit arribà a la transició amb una estructura i organització molt sòlides, si bé això mai es traduiria en resultats electorals. A les eleccions generals espanyoles de 1977 es va presentar com a part de l'Equip de la Democràcia Cristiana, però no va obtindre representació, amb uns resultats de 48.416 vots (2,6%) al País Valencià, molt per davall de les expectatives creades. Entre les causes del fracàs del seu resultat es trobarien la feblesa de la marca de l'Equip de la Democràcia Cristiana, que es presentà fraccionada a les eleccions i amb un referent estatal vinculat al passat (Gil Robles), però també la irrupció d'un competidor per l'espai del centre, la Unió de Centre Democràtic, coalició que aconseguí unificar la major part dels partits de dreta, i que no es trobava vinculada a l'oposició com UDPV, sinó als elements reformistes del règim franquista (tot i que a l'Estat Espanyol tenien una importància major que no al País Valencià, on la presència de gent amb rerefons franquista a les llistes va ser marginal), fet que els va proporcionar major projecció pública que l'Equip de la Democràcia Cristiana combinada també amb una imatge de modernitat i canvi de la qual Gil-Robles mancava. Els inesperats resultats, van fer que el seu màxim dirigent, Vicent Ruiz Monrabal, considerara públicament que a València havia fallat el valencianisme, ja que els valencians van votar a partits amb seu a Madrid.
La forta inversió durant la campanya electoral deixà el partit en bancarrota. A més, la desfeta electoral va provocar que la major part de la militància abandonara la formació i es passara a la UCD, deixant a UDPV amb molt poca militància. No obstant això, en les eleccions generals de 1982 el candidat Vicent Miquel i Diego va anar com a membre de la UDPV en la coalició electoral Unitat del Poble Valencià, auspiciada i encapçalada per Francesc de Paula Burguera, líder del PNPV, d'ideologia semblant a UDPV i on els militants restants acabarien convergint i ocupant llocs importants.
L'última aparició pública del partit data de 1978, quan en plena batalla de València, signa un manifest a favor de la senyera quatribarrada com a Bandera del País Valencià. Des de 1996 UDPV actua com a associació i no com a partit polític.